# Делев, Спас
Спас Бориславов Делев (болг. Спас Бориславов Делев, 9 июня 1989 года, село Ключ) — болгарский футболист, полузащитник клуба «Лудогорец» и сборной Болгарии.

## Карьера
Футболом начал заниматься в «Пирине». 9 августа 2008 года дебютировал на профессиональном уровне. В первой половине сезона 2008/09 провёл 16 матчей, забив 8 мячей.
В декабре 2008 года два «Пирина» объединились и Делев оказался в составе команды, играющей в высшем дивизионе чемпионата Болгарии.
4 марта 2009 года гол Делева помог Пирину выбить из розыгрыша кубка Болгарии софийский ЦСКА.
По ходу полуфинального кубкового матча против «Левски», Делев был экстренно госпитализирован, после того как упал на газон и не дышал. Позже выяснилось что причиной спазма лёгких стало то, что он вышел играть с гриппом.
11 июня 2009 года был назван лучшим молодым футболистом Болгарии по итогам сезона 2008/09.
27 июня 2009 года перешёл в ЦСКА на правах аренды на один сезон. Позднее подписал полноценный контракт на три года. 27 августа забил первый мяч в составе клуба — в матче Лиги Европы против московского «Динамо».
25 мая 2011 года отличился в финальном матче кубка Болгарии против «Славии».
12 января 2012 года подписал контракт на три с половиной года с турецким «Мерсин Идманюрду», но уже в июне 2012 года расторг его по финансовым причинам.
31 января 2013 года, проведя семь месяцев без клуба, вернулся в ЦСКА.
30 июля 2013 года на правах свободного агента перешёл в «Лас-Пальмас», заключив двухлетний контракт.
20 февраля 2014 года перешёл в «Локомотив» из Пловдива.
1 июля 2015 года заключил контракт с «Берое».
20 июня 2016 года перешёл в «Погонь», заключив трёхлетний контракт. Дебютировал в чемпионате Польши 16 июля 2016 года.

## Сборная
В октябре 2008 года вызывался в молодёжную сборную Болгарии на товарищеские матчи против Греции и Македонии.
За основную команду дебютировал 26 марта 2011 года в отборочном матче Евро-2012 против Швейцарии.
25 марта 2017 года сделал дубль в ворота Нидерландов, забив свои первые мячи за сборную и принеся ей победу в отборочном матче чемпионата мира.

## Достижения
ЦСКА София
- Обладатель кубка Болгарии: 2010/11